# View (曲)
「view」（ビュー）は、スキマスイッチが2003年7月9日に発売した一枚目のシングル。発売元はBMGファンハウス。

## 収録曲
全作詞・作曲：スキマスイッチ
1. view
  - NHK-BS2『真夜中の王国』2003年7月オープニングテーマ[1]
  - デビュー前の2002年にAugustaCampへの出演が決まり、アップテンポな曲が必要ということで制作された楽曲[2]。
  - 大橋が持っていたリフのアイデアが基になっている[2]。
  - 当時AIRに憧れていたことから、AIRのサポートメンバーであった佐野康夫と渡辺等にレコーディングを依頼した[2]。
  - タイトルは、当時のディレクターから「日本語で歌っているし日本語のタイトルが多いからこそ、デビュー曲では英語の方が良い」と言われたことによって決まった[3]。
  - 後のインタビューで「自殺するかもしれない男の歌」であることを明かしている[4]。
  - ビデオクリップは、大橋卓弥の誕生日の5月9日に千葉県の根本マリンキャンプ場で撮影された[5]。
  - 2012年に実施された、5thアルバム『musium』までの楽曲を対象としたファン投票で11位となり、『DOUBLES BEST』に収録された。
  - 20周年記念のベストアルバム『POPMAN'S WORLD -Second-』のDisc3「SNT selection」に収録されている[6]。
2. 小さな手

## 7inchアナログ盤
- 2003年にリリースした1stシングル「view」のアナログ盤。
- 自身が立ち上げたアナログ専門レーベル「KU-KAN RECORDS」からの第一弾リリース作品[7]。
- 完全限定盤。
- 33回転仕様。
- 「冬の口笛/弦楽四重奏のための『ドーシタトースター』」、「全力少年/さみしくとも明日を待つ」、「青春/東京」との同時リリース。
- 2020年2月～9月にリリースされた全25タイトルの「特典引換券」を集めて送ることで7インチ収納BOXがプレゼントされる。

### 収録曲
全作詞・作曲：スキマスイッチ

#### SIDE A
1. view

#### SIDE B
1. 小さな手

## ライブ映像作品
| 曲名     | 発売年 | 作品名                                                                                             |
| -------- | ------ | -------------------------------------------------------------------------------------------------- |
| view     | 2003年 | Augusta Camp 2003-SUMMER of LOVE-                                                                  |
| view     | 2008年 | Augusta Camp Best Collection 1999-2008                                                             |
| view     | 2008年 | スキマスイッチ ARENA TOUR'07 "W-ARENA"THE MOVIE                                                    |
| view     | 2009年 | SUKIMASWITCH TOUR'09 "DOUBLES" LIVE DVD                                                            |
| view     | 2011年 | Augusta Camp 2011〜Collaborations〜                                                                |
| view     | 2012年 | DOUBLES BEST スペシャルDVD                                                                         |
| view     | 2012年 | 「山崎まさよし スキマスイッチ 秦 基博 A Night With Strings 〜Featuring 服部隆之〜」 at 日本武道館  |
| view     | 2013年 | Augusta Camp 2012 in YOKOHAMA 〜OFFICE AUGUSTA 20TH ANNIVERSARY〜                                  |
| view     | 2013年 | スキマスイッチ TOUR 2012-2013“DOUBLES ALL JAPAN”THE MOVIE                                          |
| view     | 2014年 | スキマスイッチ 10th Anniversary Arena Tour 2013 “POPMAN'S WORLD”THE MOVIE                          |
| view     | 2014年 | Sukimaswitch in Augusta Camp 2013                                                                  |
| view     | 2014年 | スキマスイッチ 10th Anniversary “Symphonic Sound of SukimaSwitch” THE MOVIE                        |
| view     | 2019年 | SUKIMASWITCH 15th Anniversary Special at YOKOHAMA ARENA 〜Reversible〜 THE MOVIE                   |
| view     | 2022年 | スキマスイッチ 2004ファーストツアー “夏雲ノタビ” 〜日本公演〜 THE MOVIE                            |
| view     | 2022年 | スキマスイッチ TOUR '06 “空創トリップ” THE MOVIE                                                   |
| view     | 2022年 | スキマスイッチ TOUR '07 “夕風トラベル” THE MOVIE                                                   |
| view     | 2023年 | 「スキマスイッチ “Live Full Course 2022” 〜 20年分のライブヒストリー 〜」（2022.12.22 日本武道館） |
| view     | 2023年 | Augusta Camp 2022                                                                                  |
| view     | 2024年 | スキマスイッチ 20th Anniversary "POPMAN'S WORLD 2023 Premium" THE MOVIE 〜HOBO KANZENBAN〜         |
| view     | 2024年 | A museMentally Blu-ray                                                                             |
| view     | 2024年 | Augusta Camp 2023 〜SUKIMASWITCH 20th Anniversary〜                                                |
| 小さな手 | 2008年 | Augusta Camp Best Collection 1999-2008                                                             |
| 小さな手 | 2014年 | スキマスイッチ 10th Anniversary “Symphonic Sound of SukimaSwitch” THE MOVIE                        |
| 小さな手 | 2022年 | スキマスイッチ 2004ファーストツアー “夏雲ノタビ” 〜日本公演〜 THE MOVIE                            |

## 収録アルバム
| 曲名     | 発売年 | 作品名                                                                 | 分類         |
| -------- | ------ | ---------------------------------------------------------------------- | ------------ |
| view     | 2003年 | DEMOTRACKS                                                             | インディーズ |
| view     | 2003年 | 君の話                                                                 | ミニアルバム |
| view     | 2004年 | 夏雲ノイズ                                                             | オリジナル   |
| view     | 2007年 | グレイテスト・ヒッツ                                                   | ベスト       |
| view     | 2008年 | スキマスイッチ ARENA TOUR'07 "W-ARENA"                                 | ライブ       |
| view     | 2011年 | iTunes LIVE                                                            | ライブ       |
| view     | 2012年 | DOUBLES BEST                                                           | ベスト       |
| view     | 2013年 | POPMAN'S WORLD〜All Time Best 2003-2013〜                              | ベスト       |
| view     | 2013年 | スキマスイッチ TOUR 2012-2013“DOUBLES ALL JAPAN”                       | ライブ       |
| view     | 2014年 | スキマスイッチ 10th Anniversary Arena Tour 2013 “POPMAN'S WORLD”       | ライブ       |
| view     | 2014年 | スキマスイッチ 10th Anniversary “Symphonic Sound of SukimaSwitch”      | ライブ       |
| view     | 2019年 | SUKIMASWITCH 15th Anniversary Special at YOKOHAMA ARENA 〜Reversible〜 | ライブ       |
| view     | 2023年 | POPMAN'S WORLD -Second-2023                                            | ベスト       |
| view     | 2024年 | スキマスイッチ 20th Anniversary "POPMAN'S WORLD 2023 Premium"          | ライブ       |
| 小さな手 | 2003年 | DEMOTRACKS                                                             | インディーズ |
| 小さな手 | 2014年 | スキマスイッチ 10th Anniversary “Symphonic Sound of SukimaSwitch”      | ライブ       |
| 小さな手 | 2016年 | POPMAN'S ANOTHER WORLD                                                 | ベスト       |
| 小さな手 | 2018年 | スキマノハナタバ 〜Love Song Selection〜                               | コンセプト   |